# 波德星系
M81（NGC 3031）是一个经典的Sb型漩涡星系, 又名波德星系。在小型望远镜里，它是一个有明亮中心的大椭圆光球。其星等是+6.8。M82与M81相距0.5度。体积庞大的波德星系离地球较近, 并且拥有一颗活动星系核（其中包含了相当于约七千万太阳质量的超级黑洞），所以它在天文学研究上是一个热门的话题。此外由于波德星系的亮度较高且体积庞大，此星系也是各天文爱好者所热衷的观测对象。

## 发现历史
M81星系是由约翰·波德于1774年首先发现的
，因此该星系又名“波德星系”。1779年，皮埃尔·梅尚和夏尔·梅西耶再次确定了该星系的存在。此后夏尔·梅西耶将其记入了梅西耶星团星云列表。

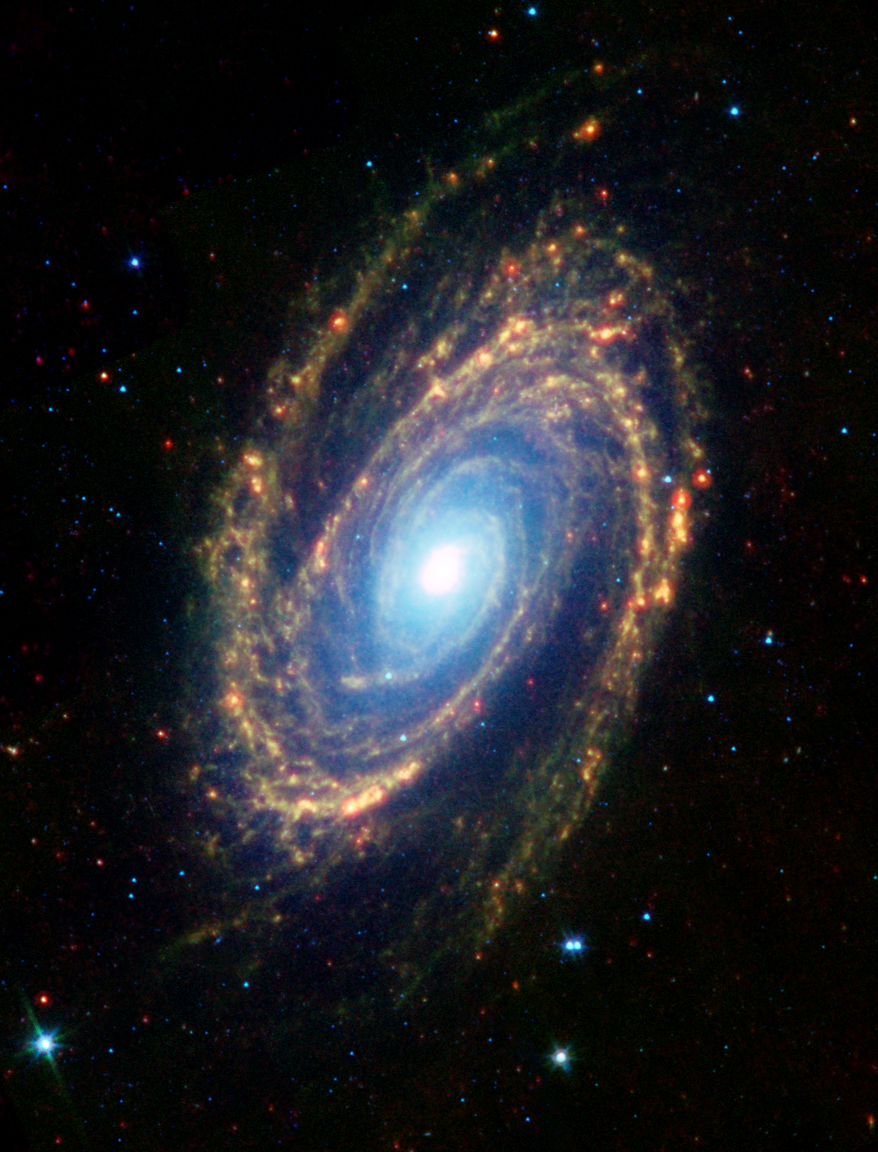
一张由斯皮策空间望远镜拍摄的M81红外照片。蓝色表示3.6μm波长的辐射，绿色表示8μm波长的辐射（可能来自星际物质里的多环芳香烃），而红色表示24μm波长的辐射（可能来自星际物质里的热放射尘埃）。

## 尘埃喷射
大部分红外波段的放射线都来自星际尘埃。人们主要从该星云的螺旋臂中发现了这些星际尘埃，且其中的大多数都是星系形成时遗留下来的。据科学界现在最普遍的解释，该星云的螺旋臂上能探测到大量的红外辐射，是其中那些从星系形成时就出现的蓝色星体所造成的结果。这些短命的蓝色星体极其炽热，因此促进了红外线的辐射。

## 超新星
距今为止，人類在波德星系只发现了一颗超新星。这颗超新星，名为SN 1993J，由西班牙科学家F. Garcia于1993年3月28日发现。当时，这是人类所发现的第二亮的超新星。该超新星的光谱特性不停变化。最初，它看起来是Ⅱ型超新星（由一颗巨星爆发所形成的超新星），因为从它的抛射物里探测到了大量的氢光谱。但后来氢光谱逐渐消失，而强烈的氦光谱出现了，使得这颗超新星看起来更像Ib型的。此外，该星频繁的亮度变化使它看起来并不像Ⅱ型超新星的亮度变化，反而像Ib型的。因此，人们把该星系归入Ⅱb型，一个介于Ⅱ型和Ib型的过渡超新星类型。研究表明与Ⅱ型超新星类似，Ib型和Ic型的超新星也是由一颗巨星爆炸所形成的。

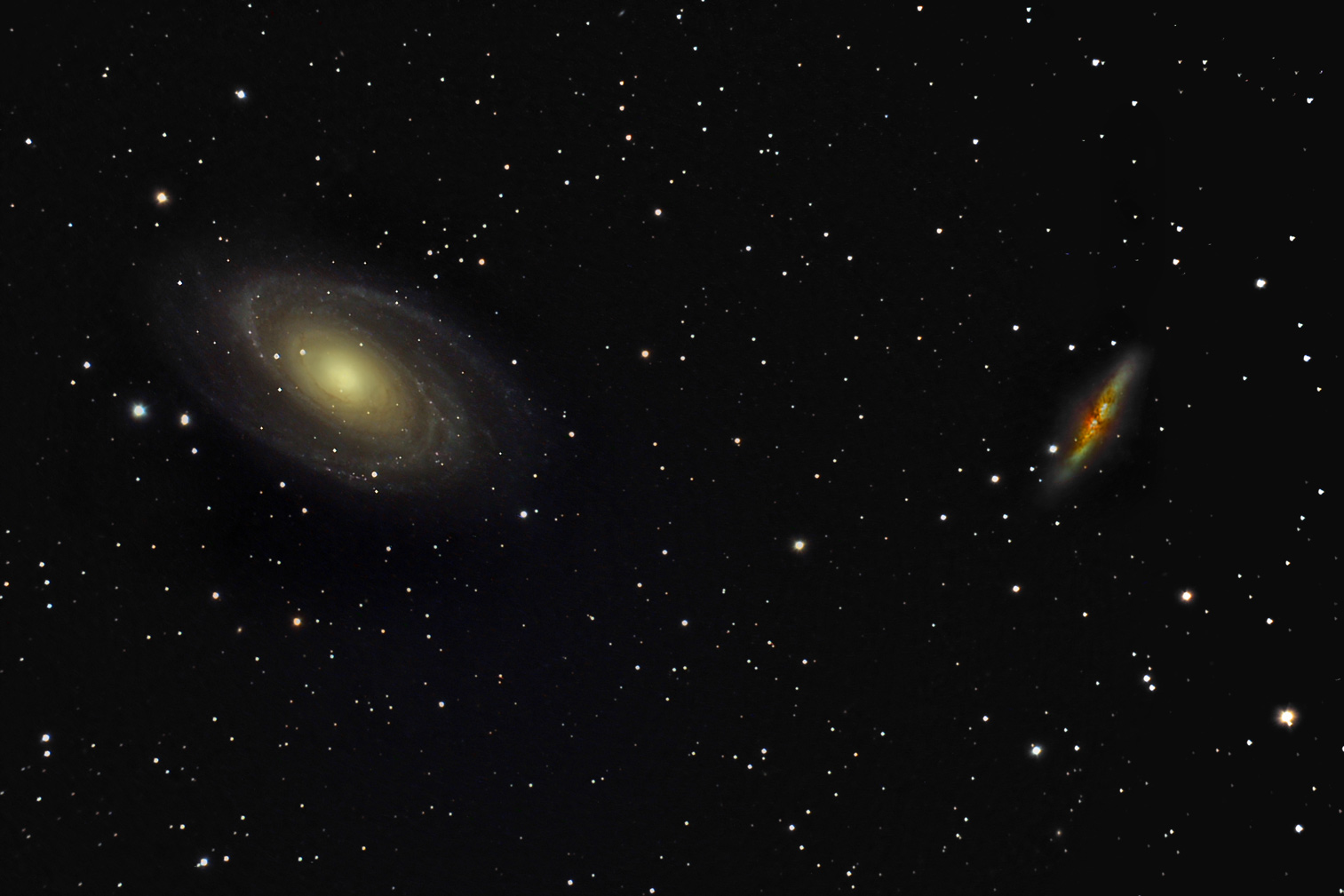
M81（左）和M82（右）。M82受到M81强烈的引力影响。另一个星系，NGC 3077，位于该照片上侧边缘之外。

## 有关波德星系所在的星系团及相邻星系的信息
波德星系位于M81星系团，是M81星系团中最大的星系。M81星系团位于大熊座，拥有着34个星系。该星系团是离银河系所在星系团最近的星系团之一，距地球大约1170万光年（约360万秒差距）。
M81星系和M82及NGC 3077都以万有引力互相作用。这种强引力驱逐了三个星系中的氢气，使它们形成一种丝状的星体结构。此外，这种引力还导致一些星际气体陷入M82和NGC 3077的中心，并且产生了一些星爆运动（或者形成了一些新行星）。

## 天文爱好者的观测结果
M81位于大熊座α星西北处约10°。人们可以通过小型望远镜或双筒望远镜观测到M81和M82。虽然在理想的情况下一个老练的天文观测员可以不用任何器材观测到这两个星系，但通常情况下人们是无法用肉眼观测的。若要辨别出星系内部的结构，人们必须使用拥有至少20厘米口徑的望远镜。